# Clifton Beach
Clifton Beach är en liten kuststad 25 kilometer sydost om Hobart i Tasmanien i Australien. År 2011 hade staden 555 invånare.
Clifton Beach är belägen på halvön South Arm och orten en populär plats för surfing.
Klubben Clifton Beach Surf Life Saving Club bildades år 1963. Nu är dock sektionen i Clifton Beach endast en del av klubbens nätverk; den andra delen ligger i Kingston Beach på den västra stranden.
Centrala och östra delarna av stranden består av sanddyner.

## Galleri

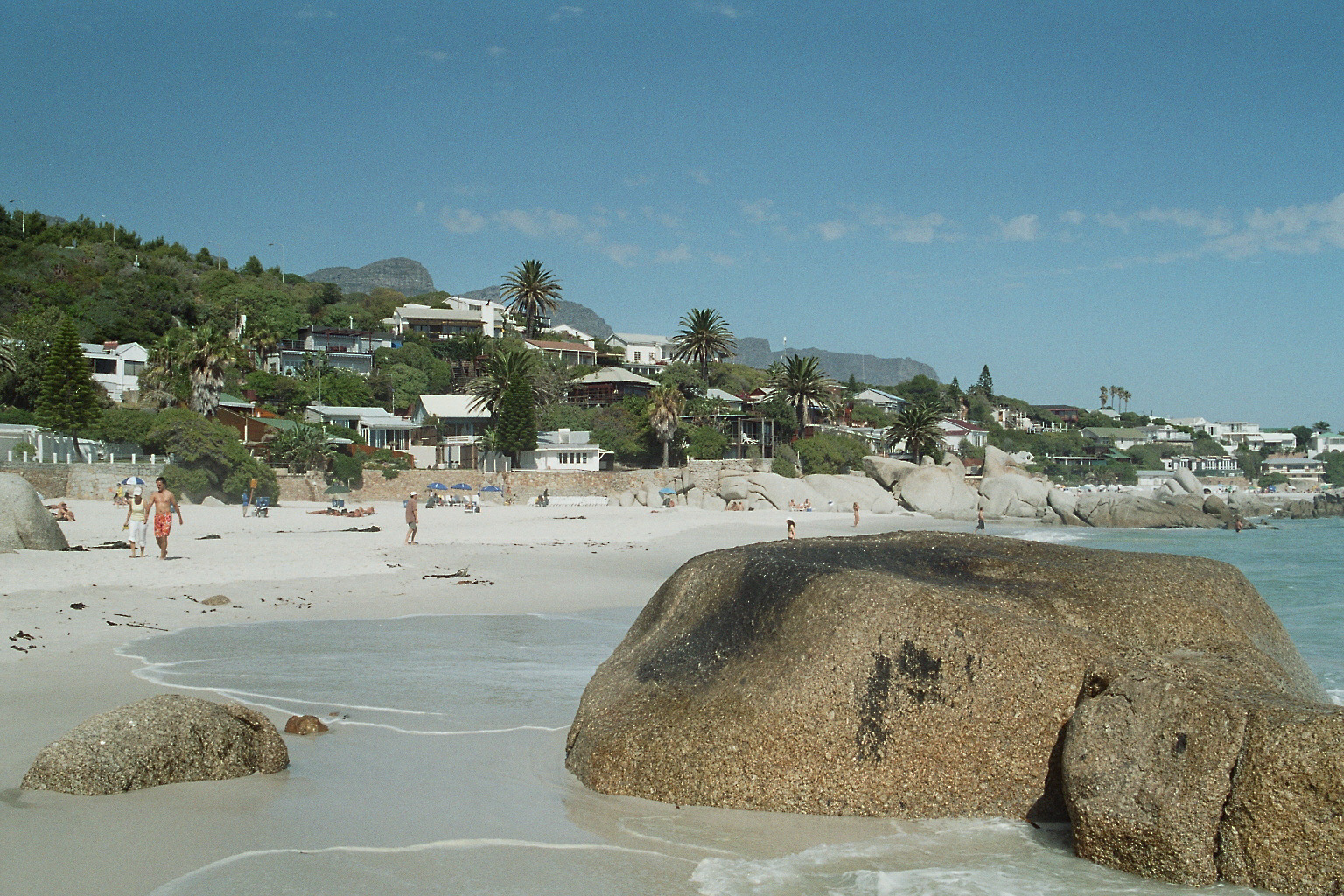
Bebyggelse i Clifton Beach
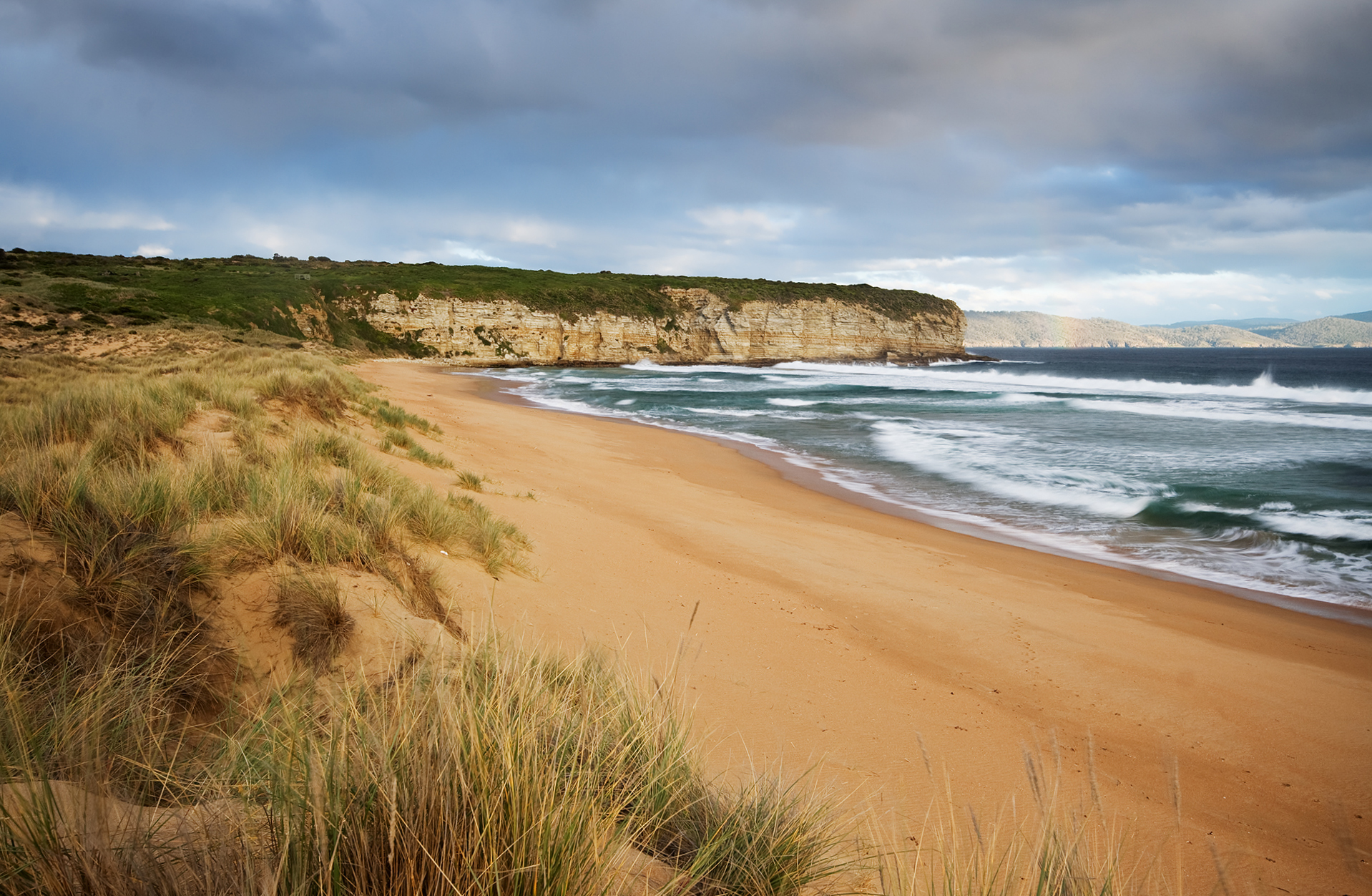
En vy med blicken mot den östra änden av stranden.
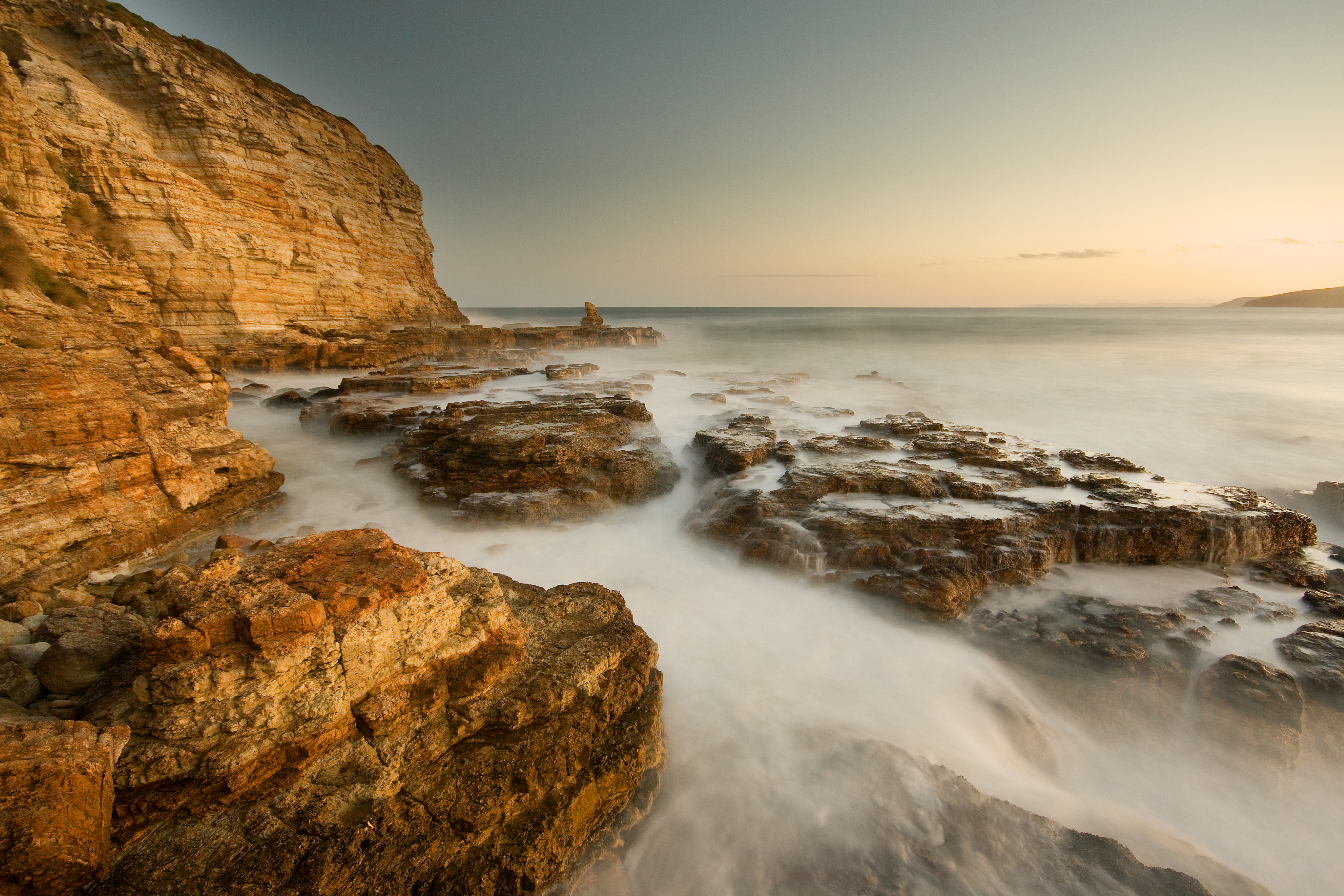
Stenar nära stranden.
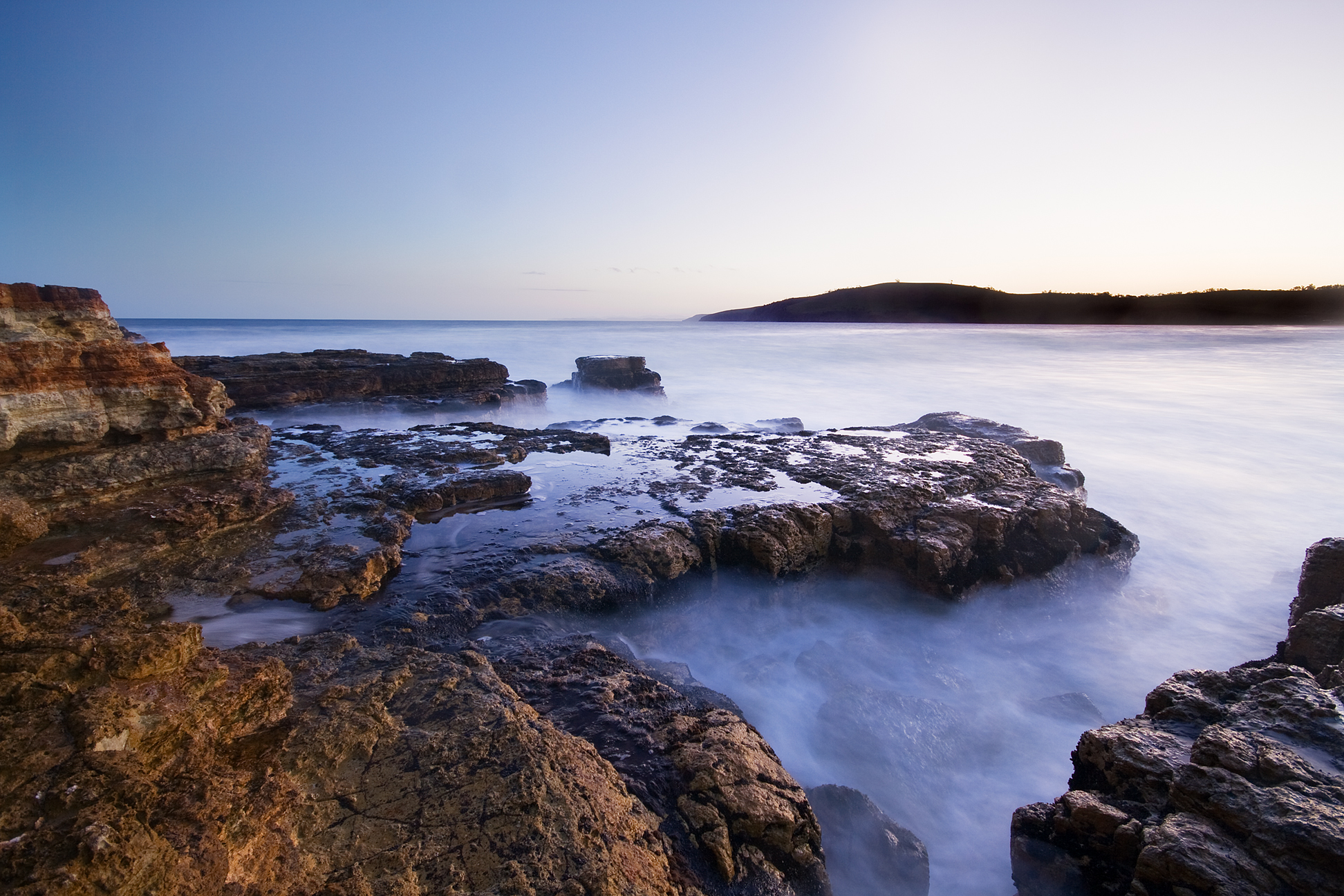
En vy under solnedgången.
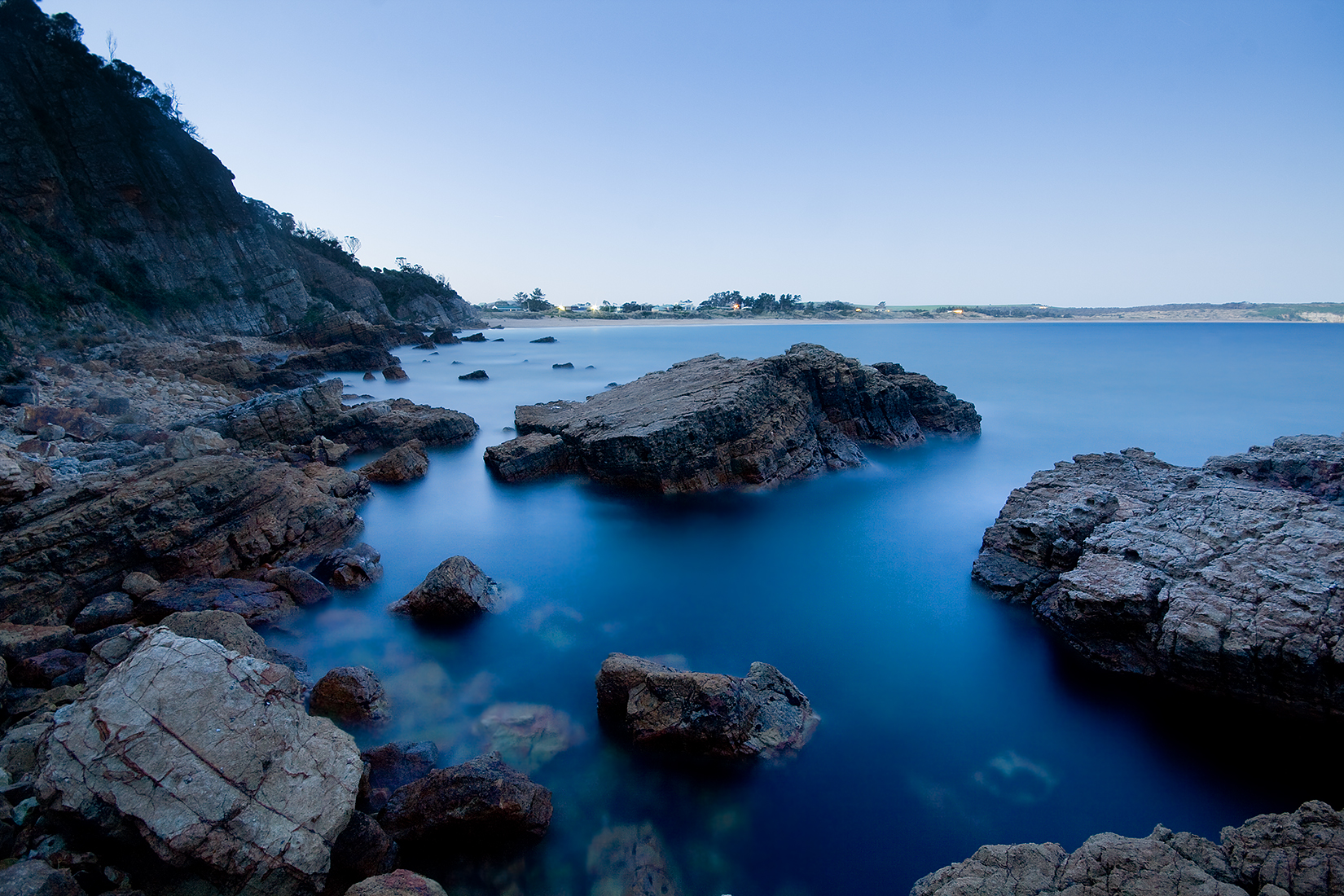
Klippor och stenar nattetid.
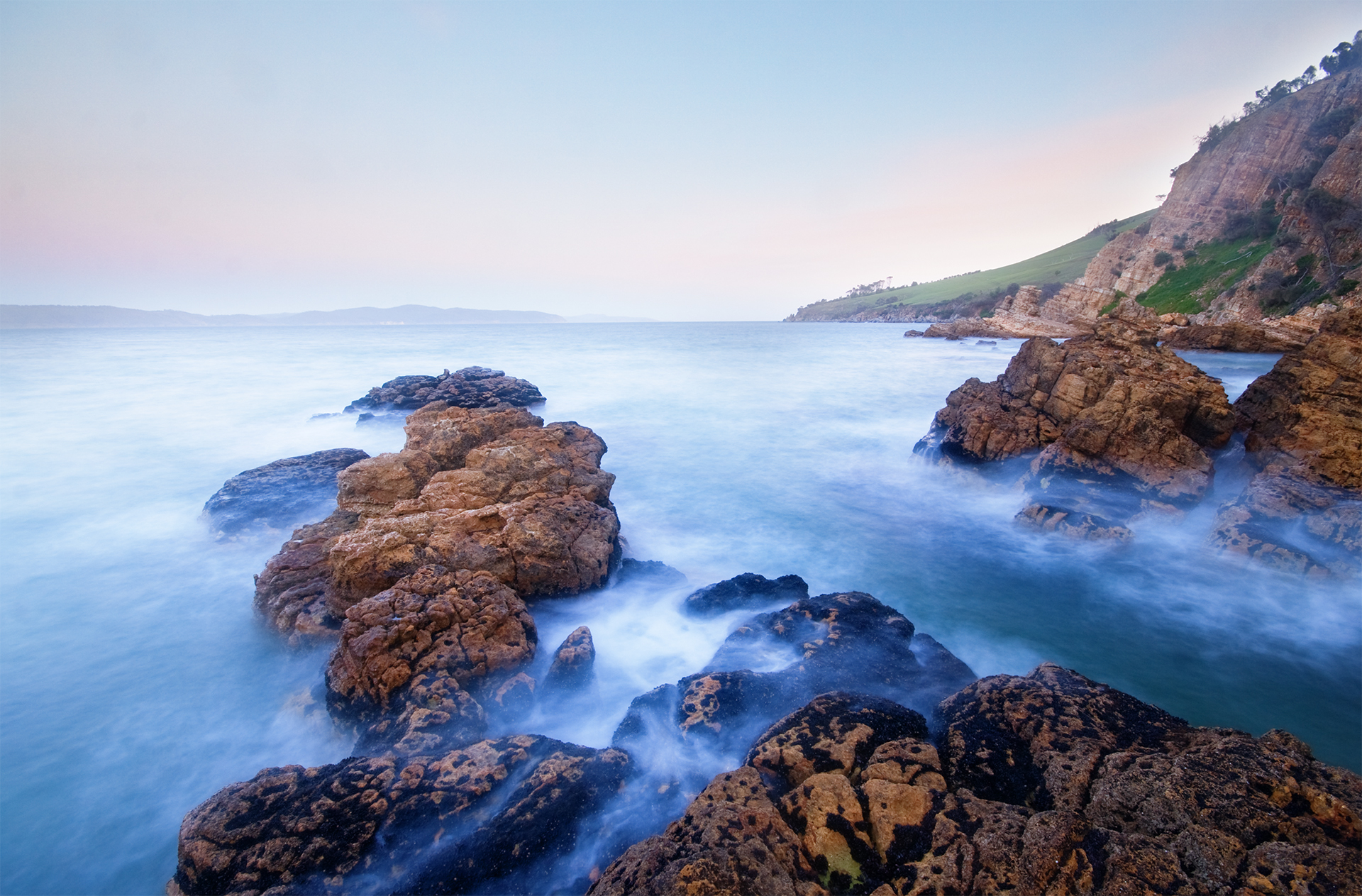
En dimmig morgon.